# Széchenyi Miklós
Sárvári és felsővidéki gróf Széchenyi Miklós (Sopron, 1868. január 6. – Budapest, 1923. december 1.) kánonjogi doktor, győri és nagyváradi püspök, valóságos belső titkos tanácsos.

## Pályafutása
Az előkelő magyar főnemesi gróf Széchenyi családnak a sarja. Apja gróf Széchenyi Jenő (1836–1911), nagybirtokos, anyja monyókeréki és monoszlói gróf Erdődy Henriette (1838–1905) volt. Az apai nagyszülei gróf Széchényi Pál (1789–1871), császári és királyi kamarás, nagybirtokos, és gróf zicsi és vázsonkeői Zichy-Ferraris Emília (1803–1866) voltak. Az anyai nagyszülei monyókeréki és monoszlói gróf Erdődy István (1813–1896), királyi főlovászmester, valóságos belső titkos tanácsos, császári és királyi kamarás, aranygyapjas rend vitéz, nagybirtokos, és Altmann Rozália (†1892) voltak.
Középiskolai tanulmányait Szombathelyen, Sopronban és Győrött végezte. Győrött hallgatta a teológiát is. 1890-ben diakónussá szentelték. Ekkor a győri kisszeminárium tanulmányi felügyelőjévé és egyszersmind hitoktatóvá nevezték ki.
1890. május 7-én Zalka János püspök Sopronban pappá szentelte. Ugyanezen év augusztus végével Kismartonba került káplánnak. 1892. február 14-én elnyerte a jáki apátságot; március 14-én az új hercegprímás Vaszary Kolos magával vitte Esztergomba prímási szertartónak és levéltárnoknak, 1893. szeptember 7-én titkárrá tette. 1894-ben a kánonjog doktorává avatták a budapesti egyetemen. 1898. január 18-án a bécsi Pázmáneum kormányzójává (rektorává) és április 7-én esztergomi kanonokká neveztetett ki. Kormányzói működésének eredménye a Pázmány-intézet új épületének felépítése, mely 1899 elején vette kezdetét.

### Püspöki pályafutása
1901. november 1-jén győri püspökké nevezték ki. 1902. február 2-án szentelte püspökké Hornig Károly veszprémi püspök, Belopotoczky Kálmán tábori püspök és Kutrovátz Ernő győri segédpüspök segédletével. XIII. Leó pápa prelátussá nevezte ki és a főrendiház tagja volt. Nevéhez fűződik a győri székesegyház helyreállítása és az új szeminárium felépítése.
1911. április 20-án nagyváradi püspökké nevezték ki. Itt is szemináriumot tervezett építeni, de az első világháború ezt megakadályozta. A trianoni békeszerződés után Nagyváradon maradt; a Magyarországon maradt részek számára helynökséget szervezett Debrecenben, majd Gyulán.
Budapesten hunyt el, ahová gyógykezelésre érkezett. Az orosházi templomban temették el.

## Művei
- A lelkészi congrua ügye, 1885-1895. Esztergom, 1895[1]
- Trauungs-Rede gelegentlich der feierlichen Trauung des Grafen Nikolaus Zichy und der Baronin Franciska Ludwigsdorff in Deutsch-Altenburg am 2. Sept. 1895 (Sopron)
- Egyházi beszéd, melyet szent István király ünnepén 1897. aug. 20. a budavári Mátyás-templomban mondott. Esztergom, 1897
- Egyházi beszéd, melyet szent Adalbert püspök halálának kilenczszázados évfordulója alkalmából az esztergomi főszékesegyházban, 1897. máj. 5. mondott. Uo. 1897
- Egyházi beszéd, melyet Zichi és vásonkeői Zichy Frigyes gróf és sárvár-felsővidéki Széchényi Mariette grófnő esküvője alkalmával Szent-Lőrinczen 1899. okt. 18. mondott. Felső-Eőr, 1899
- A Szent György vértanúról nevezett jáki apátság története. Budapest, 1901[1] (hasonmásban: 2006)
- Keresztény jegyesek. Szombathely, év nélkül[1]